# Tournefortia belizensis
Tournefortia belizensis är en strävbladig växtart som beskrevs av Cyrus Longworth Lundell. Tournefortia belizensis ingår i släktet Tournefortia och familjen strävbladiga växter. Inga underarter finns listade i Catalogue of Life.